# Les Cluses
Les Cluses là một xã thuộc tỉnh Pyrénées-Orientales trong vùng Occitanie phía nam Pháp. Xã này nằm ở khu vực có độ cao từ 103-368 mét trên mực nước biển.

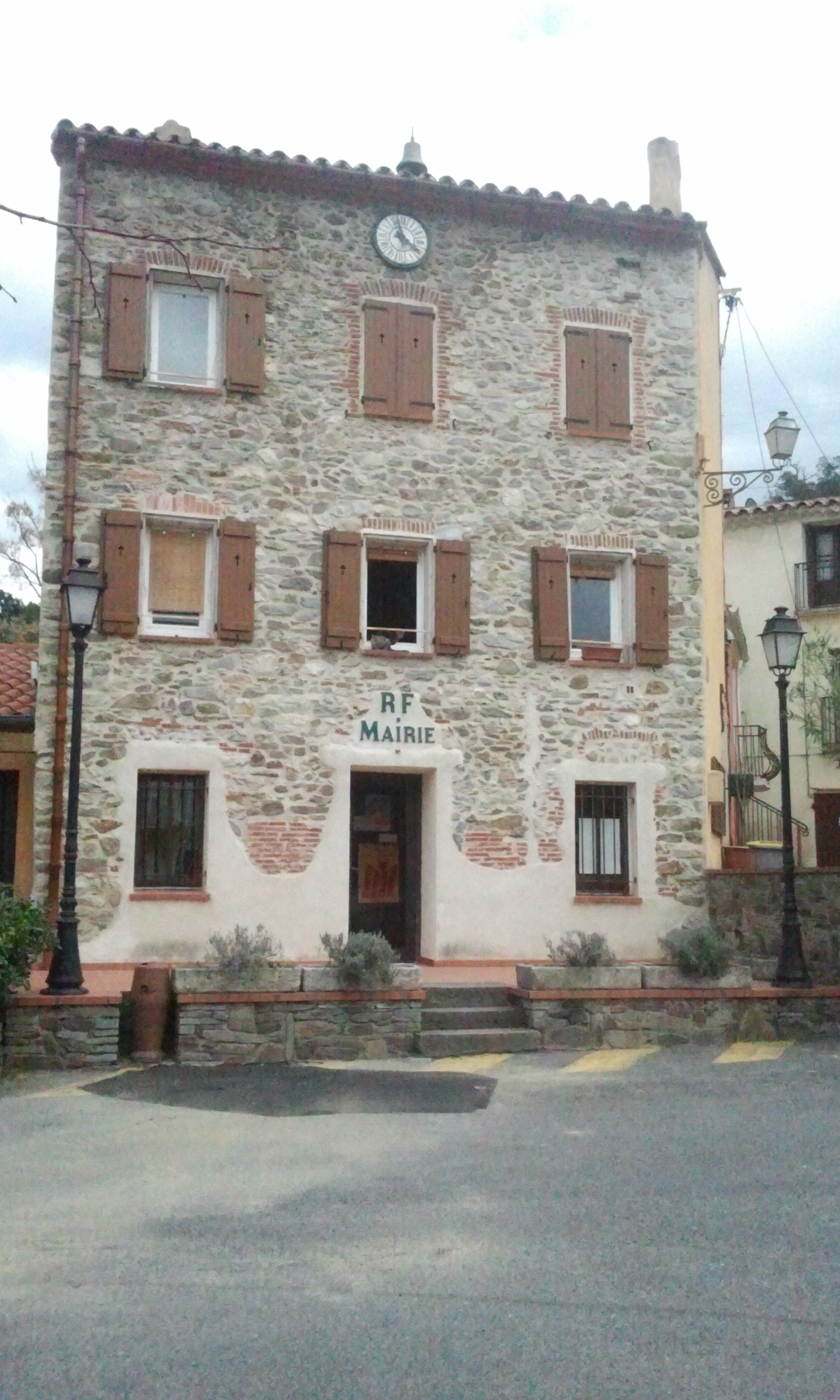
Les Cluses